# 西爾維婭·索勒·艾絲皮諾莎
西爾維婭·索勒·艾絲皮諾莎（西班牙語：Sílvia Soler Espinosa，1987年11月19日—）是西班牙职业网球女运动员，2005年轉職業。她的WTA生涯最高單打排名為第54（2012年5月21日）。

## 外部連結
- 西爾維婭·索勒·艾絲皮諾莎的国际女子网球协会官方資料（英文）
- 西爾維婭·索勒·艾絲皮諾莎的國際網球總會 職業／青少年 官方資料（英文）
- Fed Cup - Player profile - Sílvia Soler Espinosa (ESP) （页面存档备份，存于）